# Dorobanțu (okręg Konstanca)
Dorobanțu – wieś w Rumunii, w okręgu Konstanca, w gminie Nicolae Bălcescu. W 2011 roku liczyła 1691 mieszkańców.